# 이충우 (1907년)
이충우(李忠雨, 1907년 11월 14일 ~ 1982년 9월 25일)는 이명박 전 대통령과 이상득 전 의원의 아버지이다.

## 생애
현재의 포항시 흥해읍 덕성리 덕실마을에서 태어났다. 
이명박 기념재단과 책 고건 대 이명박 : 2007 대격돌에 따르면,  농토가 없어 가난하게 살아 남의 농장에서 목축일을 하는 목장 노동자 생활을 하였다. 생계를 위해 일본으로 간 뒤에도 목축일을 했다. 
고향으로 돌아와 반야월 출신의 채태원과 결혼한 뒤, 부인을 데리고 일본으로 다시 건너갔다. 일본이 패망하면서 흥해읍의 고향으로 돌아왔다. 자녀는 4남 3녀가 있다.

## 가족
- 증조부: 이림(李林, 1795년 ~ 1837년)
- 증조모: 월성 박씨(1791년 ~ ?)
  - 조부: 이수발(李秀發, 족보명 이규수(李圭秀))
  - 조모: 여강 이씨
    - 아버지: 이종한(李鍾漢, 1857년 ~ 1940년)

  - 외조부: 문성백(文成伯)
  - 외조모: 이씨
    - 어머니: 문덕립(文德立, 1882년 ~ 1968년)
      - 큰형: 이무특 -> 이찬우(李贊雨, 1898년 ~ ?)
      - 형수: 정재희(1900년 ~ ?)
        - 조카: 이상도(1921년 ~ ?)
        - 조카딸: 이순덕(1924년 ~ ?)
        - 조카: 이상대(1934년 ~ ?)
        - 이외 조카 5명

      - 작은형: 이경특 -> 이경우(李景雨)
      - 본인: 이덕쇠 -> 이충우(李忠雨, 1907년~1982년)

    - 장인: 채상기(蔡相基, 1879년 ~ ?)
    - 장모: 김안심(金安心)
      - 부인: 채태원(蔡太元, 1909년 ~ 1965년)
        - 장녀: 이귀선(1930년 ~ 2010년)
        - 사위: 김일용
        - 장남: 이상은(李相殷, 1933년 ~ ): 주식회사 다스 대표이사[2]
        - 며느리: 박청자
          - 손자: 이동형(1966년 ~ ?)

        - 차남: 이상득(李相得, 1935년 ~ 2024년): 전 국회의원
        - 며느리: 최신자(1941년 ~ )
        - 차녀: 이귀애(1938년 ~ 1950년)
        - 삼남: 이명박(李明博, 1941년 ~ ): 대한민국 17대 대통령
        - 며느리: 김윤옥(金潤玉, 1947년 ~ ): 대한민국 17대 대통령 영부인 
          - 손녀: 이주연(1971년 ~ )
          - 손녀사위: 이상주
          - 손녀: 이승연(1973년 ~ )
          - 손녀사위: 최의근, 서울대학교 의과대학 내과전문의
          - 손녀: 이수연(1975년 ~ )
          - 손녀사위: 조현범, 한국타이어 부사장
          - 손자: 이시형(1978년 ~ )[3]

        - 사남 : 이상필(1943년 ~ 1950년)
        - 삼녀 : 이윤진(1946년 ~ )
        - 사위 : 김진